# 趙成勛
趙成勛（英語： MPP；1977年9月14日—），加拿大政治人物，現任安大略省旅遊、文化及博彩廳廳長，曾任安大略省長期護理廳廳長及安大略省運輸廳協理廳長。自2018年以來，趙成勛作為安大略進步保守黨成員，代表惠柳第選區參加安大略省省議會。

## 背景
趙成勛生於安大略省怡陶碧谷的韓裔家庭。8歲時，舉家遷至北約克惠柳第社區。他於多倫多大學三一書院獲得哲學學位。他曾任平治公司審計師，後進入其家族的房地產業。在從事經紀工作15年後，趙氏在2012年擔任地產公司賚路利披治的經紀及總經理。

## 政治生涯
2018年，趙成勛擊敗尋求連任的自由黨議員大衛·齊默，成為惠柳第選區的省議員。趙氏曾任財政廳長彼得·貝森法維的議會助理。同年，其向省議會重新提出《加烈遺贈法令 （页面存档备份，存于）》。
2019年，趙氏獲委任為財政廳長洛·菲臘斯的議會助理。
在其於2021年6月獲委任為運輸廳協理廳長之前，趙氏的第262號法案（即《便利店週法令 （页面存档备份，存于）》）獲御准，宣布勞動節（9月首個週一）前一週為安省便利店週。